# Atrophy
Atrophy je četvrti studijski album njemačkog ekstremnog metal sastava Downfall of Gaia. Album je 11. studenog 2016. godine objavila diskografska kuća Metal Blade Records.

## Popis pjesama
| 1.    | »Brood«        | 8:01 |
| 2.    | »Woe«          | 8:54 |
| 3.    | »Ephemerol«    | 9:15 |
| 4.    | »Ephemerol II« | 2:21 |
| 5.    | »Atrophy«      | 6:34 |
| 6.    | »Petrichor«    | 5:27 |
| 40:32 |                |      |

## Zasluge
Downfall of Gaia
- Anton Lisovoj – vokali, bas-gitara
- Dominik Goncalves dos Reis – vokali, gitara
- Marco Mazzola – gitara
- Michael Kadnar – bubnjevi

Ostalo osoblje
- Jan Oberg – snimanje
- Jack Shirley – miksanje, mastering